# Analisi funzionale
L'analisi funzionale è un settore dell'analisi matematica che si occupa in modo generico di spazi vettoriali dotati di un qualche tipo di struttura interna (ad esempio, prodotto interno, norma, topologia, ecc.) e delle funzioni lineari definite su tali spazi che associano gli elementi di uno spazio tra loro.
Il concetto si è così generalizzato a partire inizialmente dallo studio delle trasformate come la trasformata di Fourier e nello studio delle equazioni differenziali e integrali. La parola "funzionale" viene dal calcolo delle variazioni, e indica una funzione il cui argomento è una funzione (funzione di funzione). Il suo uso in senso più generale è attribuito a Vito Volterra.

## Spazi vettoriali normati
Nella visione moderna, l'analisi funzionale è vista come lo studio di spazi normati completi sui reali o sui complessi. Tali spazi sono chiamati spazi di Banach. Un esempio importante è uno spazio di Hilbert, dove la norma è indotta dal prodotto interno. Questi spazi sono di fondamentale importanza nella formulazione matematica della meccanica quantistica, e nello studio delle equazioni differenziali alle derivate parziali. Più in generale, l'analisi funzionale include lo studio degli spazi di Fréchet e altri spazi vettoriali topologici non dotati di una norma.
Un importante oggetto di studio nell'analisi funzionale sono gli operatori lineari continui definiti su spazi di Banach e di Hilbert. In questo modo si arriva naturalmente alla definizione di C*-algebra e di altre algebre degli operatori.
L'analisi funzionale trova inoltre applicazione nello studio dei metodi numerici utilizzati per la risoluzione di equazioni differenziali, attraverso l'ausilio del calcolatore. Tra questi metodi ricordiamo il metodo di Galërkin che approssima e risolve la formulazione debole dell'equazione differenziale.

## Spazi di Hilbert
Gli spazi di Hilbert possono essere completamente classificati: esiste un unico spazio di Hilbert, a meno di isomorfismi, per ogni cardinalità della base. Poiché gli spazi di Hilbert a dimensione finita sono compresi nell'algebra lineare, e dal momento che i morfismi fra spazi di Hilbert possono essere divisi in morfismi fra spazi di dimensionalità Aleph-zero (ℵ0), l'analisi funzionale degli spazi di Hilbert si occupa per lo più dell'unico spazio di Hilbert di dimensionalità Aleph-zero, e dei suoi morfismi. Uno dei problemi aperti nell'analisi funzionale è provare che ogni operatore su uno spazio di Hilbert ha un sottospazio proprio invariante. Molti casi particolari sono stati provati.

## Spazi di Banach
Lo studio degli spazi di Banach generici risulta più difficile dello studio degli spazi di Hilbert, poiché non esiste una nozione di prodotto scalare e quindi, in generale, di base (o di sistema) di vettori ortogonali.
Per ogni numero reale {\displaystyle p\geq 1}, un esempio di uno spazio di Banach è dato dall'insieme delle funzioni misurabili secondo Lebesgue il cui valore assoluto abbia potenza {\displaystyle p}-esima integrabile (vedi spazi Lp).
Negli spazi di Banach, buona parte dello studio riguarda lo spazio duale: lo spazio di tutti i funzionali lineari continui. Il duale del duale, detto anche biduale, non è sempre isomorfo allo spazio originale, ma c'è sempre un monomorfismo naturale da uno spazio al suo biduale. Vedi spazio duale.
La nozione di derivata è estesa a funzioni arbitrarie fra spazi di Banach; si trova così che la derivata di una funzione in un determinato punto è una mappa lineare continua.

## Principi fondamentali
L'analisi funzionale riposa su alcuni risultati fondamentali che ne costituiscono il cardine e dai quali discende tutta la teoria. Li elenchiamo nel seguito.
- Il teorema di Hahn-Banach. È relativo all'estensione di funzionali da un sottospazio all'intero spazio, in modo da mantenere la norma. Grazie a esso è possibile sviluppare in modo soddisfacente la teoria dello spazio duale topologico di uno spazio di Banach {\displaystyle X}, ossia lo spazio dei funzionali lineari e continui su {\displaystyle X}. La dimostrazione del teorema di Hahn-Banach riposa sull'assioma della scelta che risulta pertanto un postulato fondamentale nell'analisi funzionale.
- Il teorema della categoria di Baire che ha come principale conseguenza il risultato successivo.
- Il principio dell'uniforme limitatezza o teorema di Banach-Steinhaus.
- Il teorema dell'applicazione aperta da cui, fra l'altro, discende il risultato successivo.
- Il teorema del grafico chiuso.
- La teoria degli operatori lineari continui fra spazi di Banach e di Hilbert che dice, per esempio, che un operatore è continuo se e solo se è limitato. Essa ha molteplici applicazioni nella teoria delle equazioni differenziali lineari ed è un fondamentale ingrediente della formulazione matematica della meccanica quantistica. In particolare in tale ambito rivestono rilievo la teoria degli operatori compatti e il teorema spettrale (ne esistono molti) che fornisce una formula integrale per operatori normali su uno spazio di Hilbert.

## Stato nella logica matematica
La maggior parte degli spazi considerati nell'analisi funzionale hanno dimensione infinita. Per mostrare l'esistenza di una base dello spazio vettoriale per questi spazi potrebbe essere necessario il lemma di Zorn (che è equivalente all'assioma della scelta). Diversi teoremi molto importanti fanno uso del teorema di Hahn-Banach che richiede il lemma di Zorn nel caso generale di uno spazio infinito-dimensionale.